# Taraxacum pannulatiforme
Taraxacum pannulatiforme — вид квіткових рослин з родини айстрових (Asteraceae). Вид зростає в Європі: Бельгія, Данія, Фінляндія, Німеччина, Велика Британія, Ірландія, Нідерланди, Норвегія, Польща, Швеція; це багаторічна рослина помірних біомів.

## Опис
T. pannulatiforme має зелені вузькокрилі черешки і досить вузькі, загнуті назад зовнішні приквітки. Це досить міцний вид із висхідними багатолопатевими листками, які майже не є різнолистими, бічні частки загнуті назад і сильно зубчасті дистально.